# Heart Turns to Stone
Hearts Turn to Stone è il terzo e ultimo singolo estratto dall'album Inside Information dei Foreigner nel 1988.
Scritta da Lou Gramm e Mick Jones, la canzone ha raggiunto il 56º posto della Billboard Hot 100 e la settima posizione della Mainstream Rock Songs negli Stati Uniti.

## Tracce
7" Single Atlantic 789 046-7
1. Heart Turns to Stone (Remix) – 4:04
2. Counting Every Minute – 4:07

12" Maxi Atlantic 786 537-0
1. Heart Turns to Stone – 4:29
2. Counting Every Minute – 4:07
3. Heart Turns to Stone (Remix) – 4:04